# Scottie Thompson
Scottie Thompson, nata Susan Anne Scott Thompson (Richmond, 9 novembre 1981), è un'attrice e ballerina statunitense, nota per avere interpretato la Dott.ssa Jeanne Benoit, un personaggio ricorrente della serie TV NCIS - Unità anticrimine.
Nel 2010 appare nel video musicale del singolo What Do You Got? della band Bon Jovi.

## Biografia
Thompson è cresciuta a Richmond, in Virginia, dove ha frequentato la Collegiate School. Fin dalla tenera età, ha iniziato a imparare il balletto, il jazz e la danza moderna. È stata una ballerina professionista con il Richmond Ballet per molti anni, si è quindi presa una pausa per studiare e laurearsi nel 2005 in studi di performance e letteratura all'Università di Harvard, concentrandosi su opere francesi e postcoloniali. 

## Carriera
Dopo la laurea, Thompson ha ottenuto il suo primo ruolo nella serie televisiva Brotherhood - Legami di sangue (2006), al fianco di Jason Isaacs.  Ha poi recitato come guest star in diversi programmi televisivi prima di ottenere un ruolo ricorrente nella serie della CBS NCIS - Unità anticrimine (2006-2007), nei panni della dottoressa Jeanne Benoit, la fidanzata di Tony DiNozzo (interpretato da Michael Weatherly) e la figlia di René Benoit (interpretato da Armand Assante). È apparsa regolarmente durante la quarta stagione e ha lasciato la serie all'inizio della quinta (è riapparsa più tardi quella stagione nell'episodio Affari interni). Ha poi girato il film indipendente Pornostar (2008), con Matthew Gray Gubler, e ha fatto apparizioni come ospite in Shark (2007), CSI: NY (2007) ed Eli Stone (2008).
Nel 2008, Thompson è apparsa nel video del singolo dei Counting Crows You Can't Count on Me. Ha anche avuto una piccola parte nel film Star Trek (2009) di J.J. Abrams. Nel 2010 ha recitato nel film sull'apocalisse aliena Skyline dei fratelli Strause. È apparsa anche nel video musicale di Bon Jovi What Do You Got?.
Nel 2013 è stata scelta per interpretare Lauren Kincade nella serie TV di USA Network Graceland. Nel 2015 è tornata nella serie NCIS con il ruolo di Jeanne Benoit.

## Filmografia parziale

### Cinema
- Il ritmo del successo (Center Stage), regia di Nicholas Hytner (2000)
- Star Trek, regia di J. J. Abrams (2009)
- Skyline, regia dei Fratelli Strause (2010)
- Beautiful Girl, regia di Stevie Long (2014)
- Somnia (Before I Wake), regia di Mike Flanagan (2016)

### Televisione
- Brotherhood - Legami di sangue (Brotherhood) – serie TV, 4 episodi (2006)
- Bones – serie TV, episodio 4x25 (2005)
- NCIS - Unità anticrimine (NCIS) – serie TV, 18 episodi (2006-2016)
- Eli Stone – serie TV, episodio 1x05 (2008)
- The Closer – serie TV, episodio 5x10 (2009)
- Trauma – serie TV, 19 episodi (2009-2010)
- Drop Dead Diva – serie TV, episodio 2x05 (2010)
- Ritorno al lago (Lake Effects), regia di Michael McKay – film TV (2012)
- The Glades – serie TV, episodio 4x13 (2013)
- Graceland – serie TV, episodi 1x01-1x02-1x03 (2013)
- Castle – serie TV, episodio 6x23 (2014)
- The Blacklist – serie TV, 4 episodi (2014)
- Grey's Anatomy – serie TV, episodi 11x15-11x17 (2015)
- CSI - Scena del crimine (CSI: Crime Scene Investigation) – serie TV, episodio 14x19 (2014)
- L'esercito delle 12 scimmie (12 Monkeys) – serie TV, 7 episodi (2016-2018)
- Pagine d'amore a Natale (Hope at Christmas), regia di Alex Wright – film TV (2018)
- MacGyver – serie TV, episodi 4x10-4x13 (2020)
- NCIS: Los Angeles – serie TV, episodio 11x18 (2020)

## Doppiatrici italiane
Nelle versioni in italiano delle opere in cui ha recitato, Scottie Thompson è stata doppiata da:
- Chiara Colizzi in NCIS - Unità anticrimine, Grey's Anatomy, CSI - Scena del crimine, NCIS: Los Angeles
- Emanuela Damasio in The Closer, Somnia
- Roberta Paladini in CSI: NY
- Chiara Gioncardi in Skyline
- Cinzia Massironi in Brotherhood - Legami di sangue (2° doppiaggio)
- Emanuela D'Amico in Castle
- Sonia Mazza in Crown Vic
- Laura Lenghi in Pagine d'amore a Natale
- Francesca Fiorentini in MacGyver